# Église Saint-Maurice de Souzay-Champigny
L'église Saint-Maurice est une église située à Souzay-Champigny, en France.

## Localisation
L'église est située dans le département français de Maine-et-Loire, sur la commune de Souzay-Champigny.

## Historique
L'édifice est classé au titre des monuments historiques en 1949.